# آنتونیو مارتین
آنتونیو مارتین (اسپانیایی: Antonio Martín‎; ۲۴ مهٔ ۱۹۷۰ – ۱۱ فوریهٔ ۱۹۹۴) دوچرخه‌سوار اهل اسپانیا بود. وی در مسابقات تور دو فرانس شرکت کرده است.